# Нови хоризонти
„New Horizons“ ([njuː həˈraɪznz], или Ню Хърайзънз, в превод Нови хоризонти) е роботизиран космически апарат на NASA, който на 14 юли 2015 г. прелита на разстояние само 12 500 km от планетата джудже Плутон. Направените снимки изненадващо показват липса на кратери по повърхността, но откриват две ледени планини с височина около 3000 и 1500 m. Предполага се, че това е замръзнала вода или метан. На повърхността на спътника Харон снимките показват наличието на странен, много дълъг и дълбок каньон, с дълбочина 7 – 9 km и дължина около 1000 km.
New Horizons е първият космически апарат, който прелита в близост и до луните на Плутон – Никта и Хидра. И двата спътника са с неправилна форма, като на Никта е открито странно червеникаво петно, за което още няма обяснение. Снимките са направени на 14 юли, а пристигат на Земята на 18 юли.
Космическият апарат се отдалечава от Плутон със скорост 13,78 km/s, като се насочва към останалите два най-малки спътници на Плутон – Стикс и Цербер. Очаква се снимки от тях да пристигнат в средата на октомври. По-нататък NASA планира прелитане около един или повече други обекти в Пояса на Кайпер. Потенциално подходящи обекти са: 2014 MU69, 2014 OS393 и 2014 PN70.
„New Horizons“ е изстрелян на 19 януари 2006 г. с втора космическа скорост спрямо Земята и Слънцето. Относителната му скорост от около 16,26 km/s или 58 536 km/h след изключването на двигателя на последната степен е най-високата скорост до днешен ден, постигната от космически апарат, напускащ Земята. Апаратът прелита край Юпитер на 28 февруари 2007 г. и пресича орбитите на Сатурн на 8 юни 2008 г. и на Уран на 18 март 2011 г. „New Horizons“ прекосява орбитата на Нептун на 25 август 2014 г. Прелитането край Плутон и неговите спътници става на 14 юли 2015 г., след което апаратът продължава към Пояса на Кайпер. Пълната мисия на „New Horizons“ е разчетена за 15 – 17 години.
Компютрите и електрониката на космическия апарат са в хибернация по време на дългия път. Биват събуждани два пъти в годината – през ноември и януари, за да насочат антената към Земята и да осигурят поддръжката.